# Jan Machulski
Jan Henryk Machulski (Łódź, 3 luglio 1928 – Varsavia, 20 novembre 2008) è stato un attore polacco.

## Biografia
Jan Machulski nacque a Łódź nel 1928. Durante la seconda guerra mondiale, quando aveva quattordici anni, lavorò presso la fabbrica automobilistica Polski Fiat, e solo al termine della guerra iniziò a frequentare il liceo. Nel 1950 si iscrisse alla Scuola nazionale di cinema, televisione e teatro Leon Schiller di Łódź, dove si diplomò quattro anni più tardi. Nel 1974 divenne docente presso lo stesso istituto e, in due occasioni, ne è stato anche il preside della facoltà di recitazione.

### Carriera
Jan Machulski fece il suo debutto cinematografico nel 1952 nel film a episodi Trzy opowiesci di Ewa Poleska. Dopo aver recitato in Historii jednego myśliwca di Hubert Drapella e nel film Orzel, il sommergibile fantasma di Leonard Buczkowski, ha interpretato il marinaio Janek nel film Wolnym mieście di Stanisław Różewicz. Il film che lo ha reso noto al pubblico fu Ostatni dzień lata di Tadeusz Konwicki. Negli anni '60, Machulski prese parte a famosi adattamenti cinematografici: nel 1965 ebbe il ruolo del conte Pena Flor nel film Il manoscritto trovato a Saragozza di Wojciech Has, e nel 1968 recitò nel film Lalce di Julian Ochocki. Dopo aver recitato in alcune commedie, fu notato dal regista Janusz Majewski, il quale gli affidò prima dei ruoli in alcune commedie televisive e, in seguito, scrisse per lui la sceneggiatura di Sublokator. Negli anni '80 ha collaborato spesso con il regista Juliusz Machulski, suo figlio.
Jan Machulski morì di infarto all'ospedale Bielański di Varsavia, all'età di 80 anni, ed è stato sepolto nel cimitero militare Powązki.

## Filmografia parziale
- Ostatni dzień lata (1958), regia di Tadeusz Konwicki
- Wolne miasto (1958), regia di Stanisław Różewicz
- Orzel, il sommergibile fantasma (1959), regia di Leonard Buczkowski
- Sublokator (1966), regia di Janusz Majewski
- Il manoscritto trovato a Saragozza (1965), regia di Wojciech Has
- Pogoń za Adamem (1970), regia di Jerzy Zarzycki
- La vita interiore (1987), regia di Marek Koterski
- La sbancata - L'inafferrabile Mr. Vabank (1989), regia di Juliusz Machulski